# El centre d'en Jimmy
El centre d'en Jimmy (títol original en anglès: Jimmy's Hall) és una pel·lícula franco-britànica de 2014 dirigida per Ken Loach i produïda per Rebecca O'Brien.
Tracta de la deportació cap als Estats Units l'any 1933, de Jimmy Gralton, qui liderava el Revolutionary Workers' Group, un precursor del Partit Comunista d'Irlanda, al comtat de Leitrim. El protagonista és l'actor irlandès Barry Ward, junt amb Simone Kirby i Jim Norton. El títol fa referència a la sala rural de dansa construïda per Gralton per exposar les seves idees polítiques. La pel·lícula es va doblar al català.
Va ser seleccionada per competir per la Palma d'Or al Festival Internacional de Cinema de Canes de 2014.

## Repartiment
- Barry Ward: James Gralton
- Simone Kirby: Oonagh
- Andrew Scott: Father Seamus
- Jim Norton: Father Sheridan
- Brían F. O'Byrne: O'Keefe

## Resposta de la crítica
En general, l'obra va tenir crítiques positives. El web de crítiques de cinema i televisió Rotten Tomatoes li va donar una puntuació del 71%. Un altre agregador de crítiques, Metacritic, li va assignar una puntuació de 60/100, basada en 7 crítiques.

## Premis i nominacions
Nominacions
- 2014: Palma d'Or